# Waaijenberg Mobiliteit

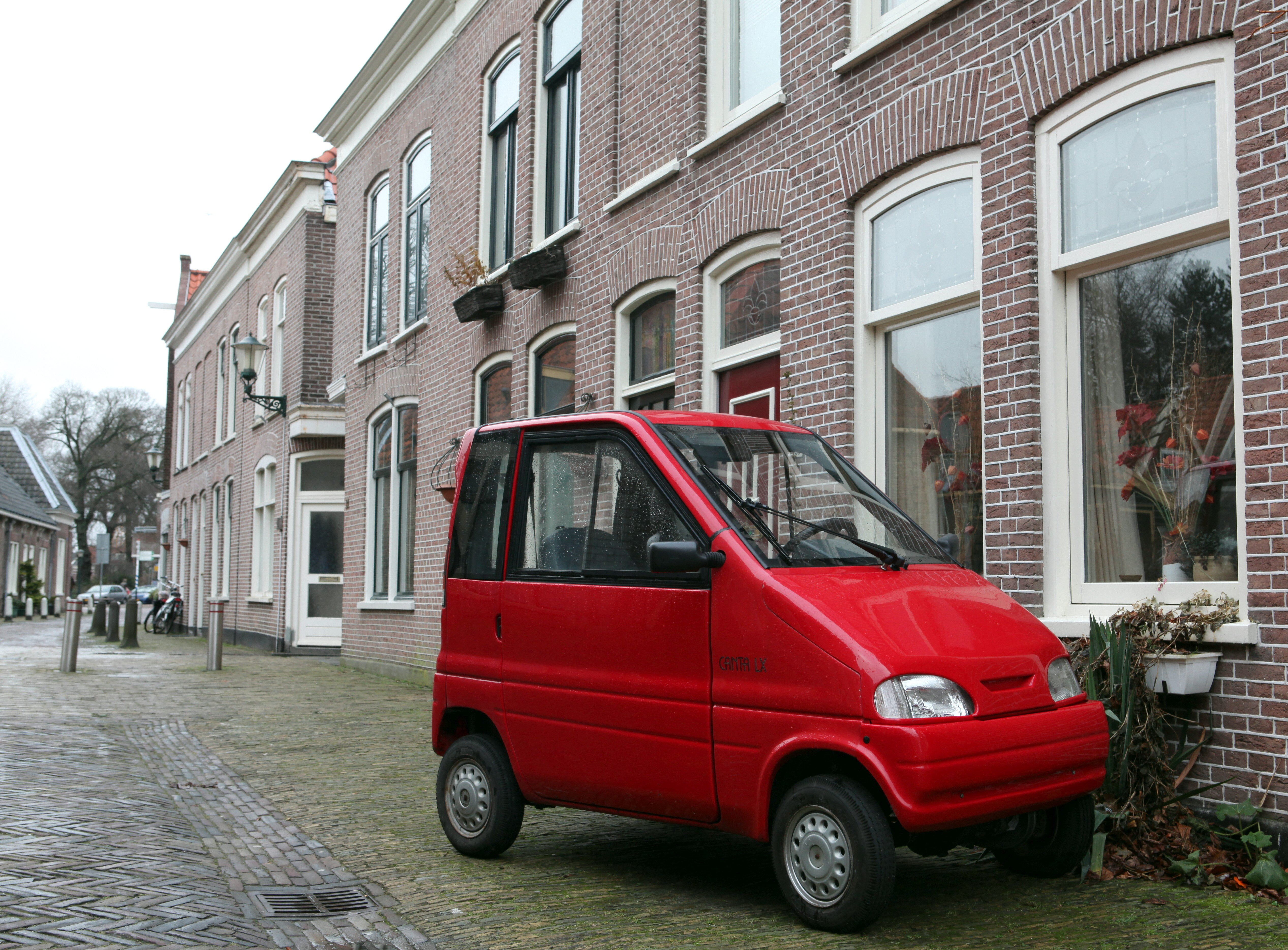
Waaijenberg Canta

Waaijenberg Mobilieit B.V. ist ein niederländischer Hersteller von Automobilen.

## Unternehmensgeschichte
Das Unternehmen aus Veenendaal begann 1968 mit dem Import von Reliant-Fahrzeugen, denen ab 1979 Arola-Leichtfahrzeug folgten. 1985 begann die Entwicklung an einem eigenen Leichtfahrzeug namens Canta, der seit 1995 in Serie produziert wird.

## Fahrzeuge
Der Canta ist ein Leichtfahrzeug mit vier Rädern, der auch von Körperbehinderten benutzt werden kann. Für den Antrieb sorgt ein Zweizylindermotor. Der Export erfolgt unter anderem nach Deutschland, England, Griechenland, Norwegen, Österreich und in die USA.